# Bruno Armirail

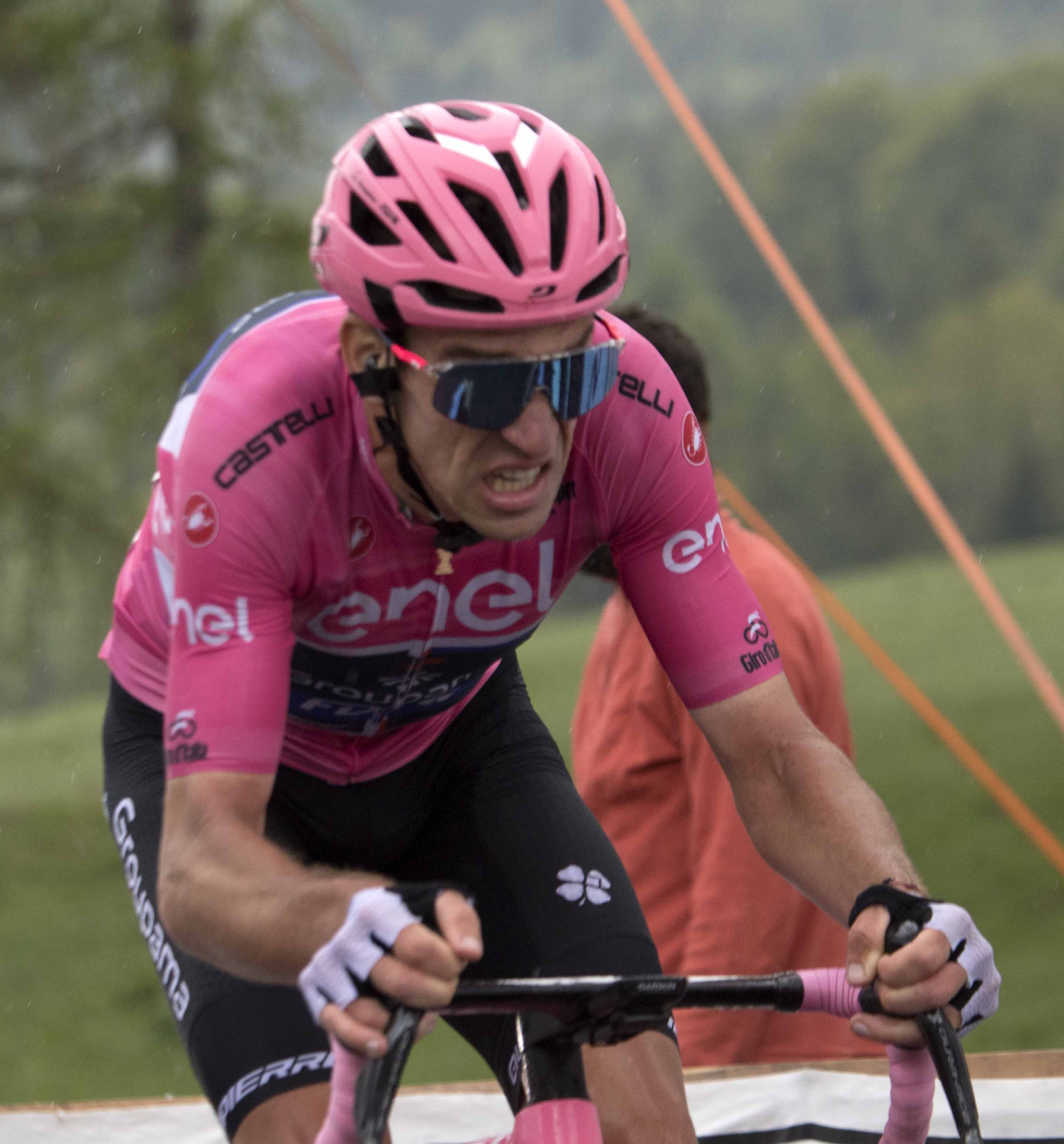
Bruno Armirail beim Giro d’Italia 2023

Bruno Armirail (* 11. April 1994 in Bagnères-de-Bigorre) ist ein französischer Radrennfahrer.

## Sportlicher Werdegang
Nachdem Armirail bei den nationalen Meisterschaften 2013, in seiner ersten Saison in der U23, die Silbermedaille im Einzelzeitfahren der U23 gewann, wurde er zur Saison 2014 Mitglied im Team Armée de terre, das ab 2015 eine Lizenz als UCI Continental Team erhielt. Noch 2014 wurde er U23-Meister im Einzelzeitfahren. 2015 und 2016 ohne zählbare Ergebnisse geblieben, wurde sein Vertrag jedoch nicht verlängert, so dass er in der Saison 2017 zunächst für den Verein Occitane CF fuhr.
Ende 2017 erhielt Armirail die Möglichkeit, als Stagiaire für das Team Groupama-FDJ zu starten. Zur Saison 2018 wurde er fest in das UCI WorldTeam übernommen, in dem er vorrangig als Helfer eingesetzt wird. In der Saison 2022 konnte er erneut seine Fähigkeiten als Zeitfahrer unter Beweis stellen, als er Französischer Meister im Einzelzeitfahren wurde und die favorisierten Benjamin Thomas und Rémi Cavagna distanzierte. International blieb er bis dahin ohne zählbaren Erfolg.
Am 20. Mai 2023 übernahm Armirail nach der 14. Etappe des Giro d’Italia das Maglia Rosa des Führenden in der Gesamtwertung, das er auf der 15. Etappe erfolgreich verteidigte und erst nach der 16. Etappe an Geraint Thomas abgeben musste. Bei der Tour Poitou-Charentes en Nouvelle-Aquitaine gewann er das Einzelzeitfahren am dritten Tag und erzielte damit den ersten Profi-Sieg seiner Karriere. Zum Saisonabschluss wurde er Europameister mit der französischen Mixed-Staffel.
Nach sechs Jahren im Team FDJ wechselte Armirail zur Saison 2024 zum UCI WorldTeam Decathlon AG2R La Mondiale. Bei den französischen Meisterschaften 2024 gewann er zum zweiten Mal den Titel im Einzelzeitfahren. Bei der Baskenland-Rundfahrt 2025 sicherte er sich die Bergwertung.

## Erfolge
2014
- Französischer Meister – Straßenrennen (U23)

2017
- Bergwertung Tour de Gironde

2022
- Französischer Meister – Einzelzeitfahren

2023
- eine Etappe Tour Poitou-Charentes en Nouvelle-Aquitaine
- Europameister – Mixed-Staffel (mit Rémi Cavagna, BenjaminThomas, Audrey Cordon, Cédrine Kerbaol und Juliette Labous)

2024
- Französischer Meister – Einzelzeitfahren

2025
- Bergwertung Baskenland-Rundfahrt

2025
- Französischer Meister – Einzelzeitfahren

## Grand-Tour-Platzierungen
| Grand Tour            | 2019 | 2020 | 2021 | 2022 | 2023 | 2024 | 2025 |
| --------------------- | ---- | ---- | ---- | ---- | ---- | ---- | ---- |
| Giro d’ItaliaGiro     | –    | –    | –    | –    | 16   | –    | –    |
| Tour de FranceTour    | –    | –    | 83   | –    | –    | 33   | 50   |
| Vuelta a EspañaVuelta | 91   | 28   | –    | DNF  | –    | 69   |      |